# Parque São Clemente
Parque São Clemente é um bairro residencial não-oficializado por lei do 1º distrito de Nova Friburgo,localizado na região centro-sul da cidade, no estado do Rio de Janeiro.

## Atrações
No bairro estão localizados:
O Estádio Eduardo Guinle, que tem capacidade para 12 mil pessoas e recebe jogos  da 1ª divisão do Campeonato Carioca, pertencente ao clube do Friburguense (principal time de futebol da cidade, participando da 1ª divisão do campeonato estadual). O bairro fica cheio nos dias de jogos de futebol.
Fri Shopping, um conjunto de lojas de lingerie, com preços que estão entre os mais baratos da cidade e até do Brasil (Nova Friburgo é o maior protudor de lingerie do Brasil), e um bar-restaurante, onde os moradadores frequentemente se reúnem para assistir a jogos de futebol enquanto comem.
A sede da InterTV Serra+Mar, afiliada da Rede Globo que mostra as notícias da região para 18 municípios. Frequentemente é possível ver repórteres trabalhando e filmando no local.
Uma pequena igreja de Santa Edwiges e uma capela dos Arautos do Evangelho.